# Pháo đài VI Toruń
Pháo đài VI Toruń là một pháo đài bộ binh, được biết đến với tên gọi khác là pháo đài VI Jarema Wiśniowiecki. Đây là pháo đài thứ 6 trong số 15 pháo đài nằm trong hệ thống pháo đài Toruń. Vị trí pháo đài VI nằm ở phía bên phải của thành phố (cách Quảng trường phố cổ khoảng 3,5 km), nằm ở đường Szosa Chełmińska, quận Wrzosy. Được xây dựng dưới cái tên Fort IIIa Dohna.

## Lịch sử
Pháo đài VI Toruń được xây dựng vào những năm 1889-1893 như một pháo đài trung gian, dành cho bộ binh. Được xây dựng bằng gạch và bê tông trên sơ đồ ngũ giác. Pháo đài là một phần của tuyến phía bắc của pháo đài Toruń và bảo vệ lối thoát đến Chełmno. Hỏa lực từ sáu khẩu pháo của pháo đài có thể bay đến Różankowo và Łysomice. So với các pháo đài khác của tuyến phòng thủ phía bắc (pháo đài IV và pháo đài V) thì pháo đài VI có quy mô nhỏ hơn, nhưng khá hiện đại, có khả năng chống được đạn từ súng cỡ nòng 150 mm.
Trong những năm 1911-1914, pháo đài đã được hiện đại hóa một phần: cửa sổ trong khu nhà ở và nhà kho được bê tông hóa, hầu hết các thiết bị cơ khí đã được thay thế và lắp đặt điện. Một lối đi đã được bố trí ở hành lang chính, lối ra vào bờ kè đã được sửa chữa, thảm thực vật đã được bổ sung bằng cách trồng nhiều cây Caragan (đây là cây châu chấu hoặc cây keo vàng - dạng cây bụi, phù hợp cho trang trí cảnh quan). Năm 1920, pháo đài đã được Quân đội Ba Lan tiếp quản và sau khi cải tạo một phần, đã biến nó thành một nhà kho cho các thiết bị nhựa cây.

## Sau năm 1945
Hiện tại, người sử dụng pháo đài là Kurkowe Bractwo Strzeleckie, ông đã đồng ý mở một phần cho khách du lịch vào tham quan pháo đài. Hầu hết các yếu tố cấu trúc của nó được bảo quản tốt, bao gồm Poterne (lối đi ngầm), doanh trại, trạm quan sát và nơi trú ẩn. Một kè đất bao xung quanh pháo đài được dựng lên để bảo vệ. Các lò sưởi trong 10 phòng khách ở trong pháo đài vẫn được lưu giữ cho đến bây giờ.

## Thư viện ảnh

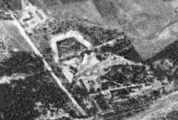
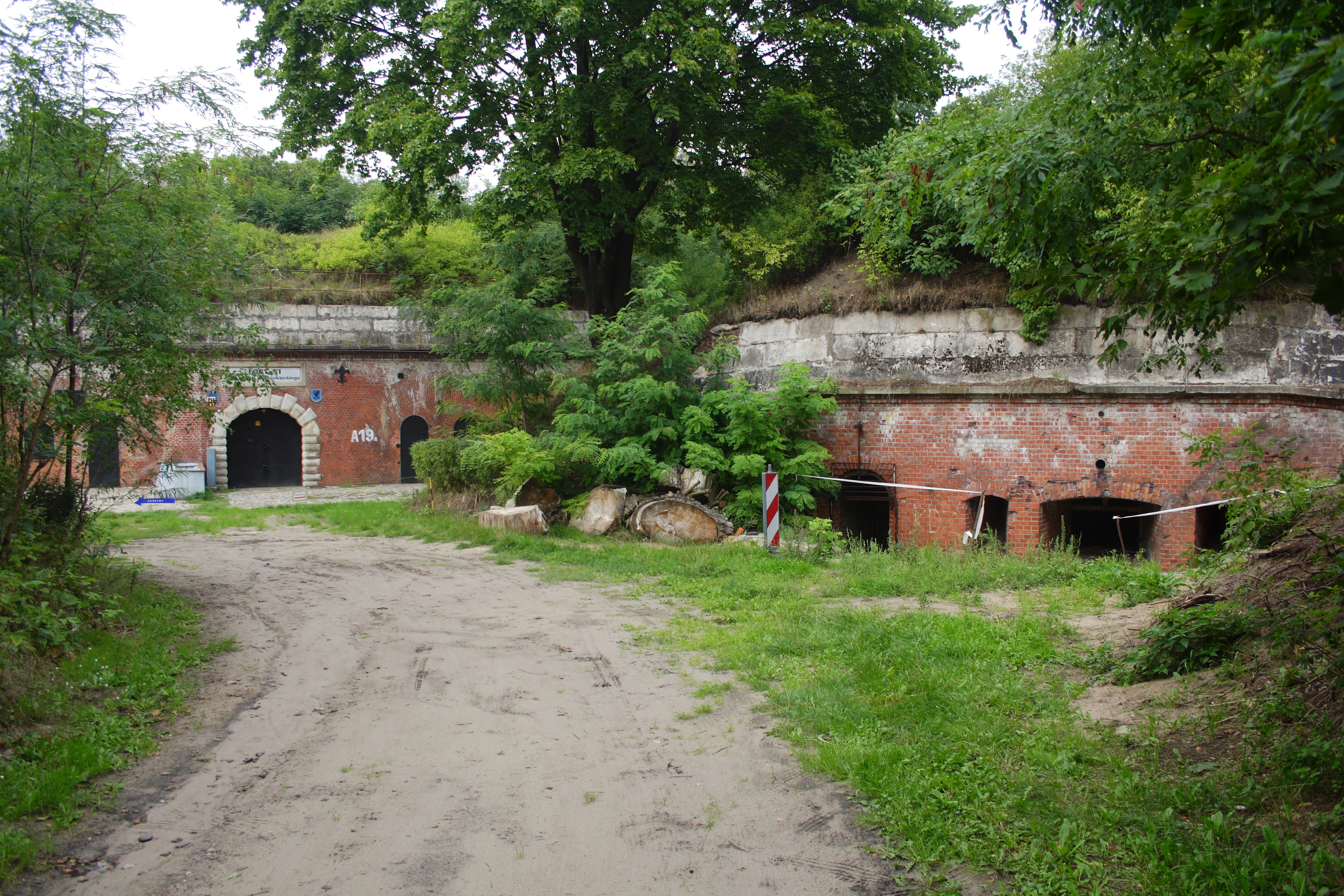
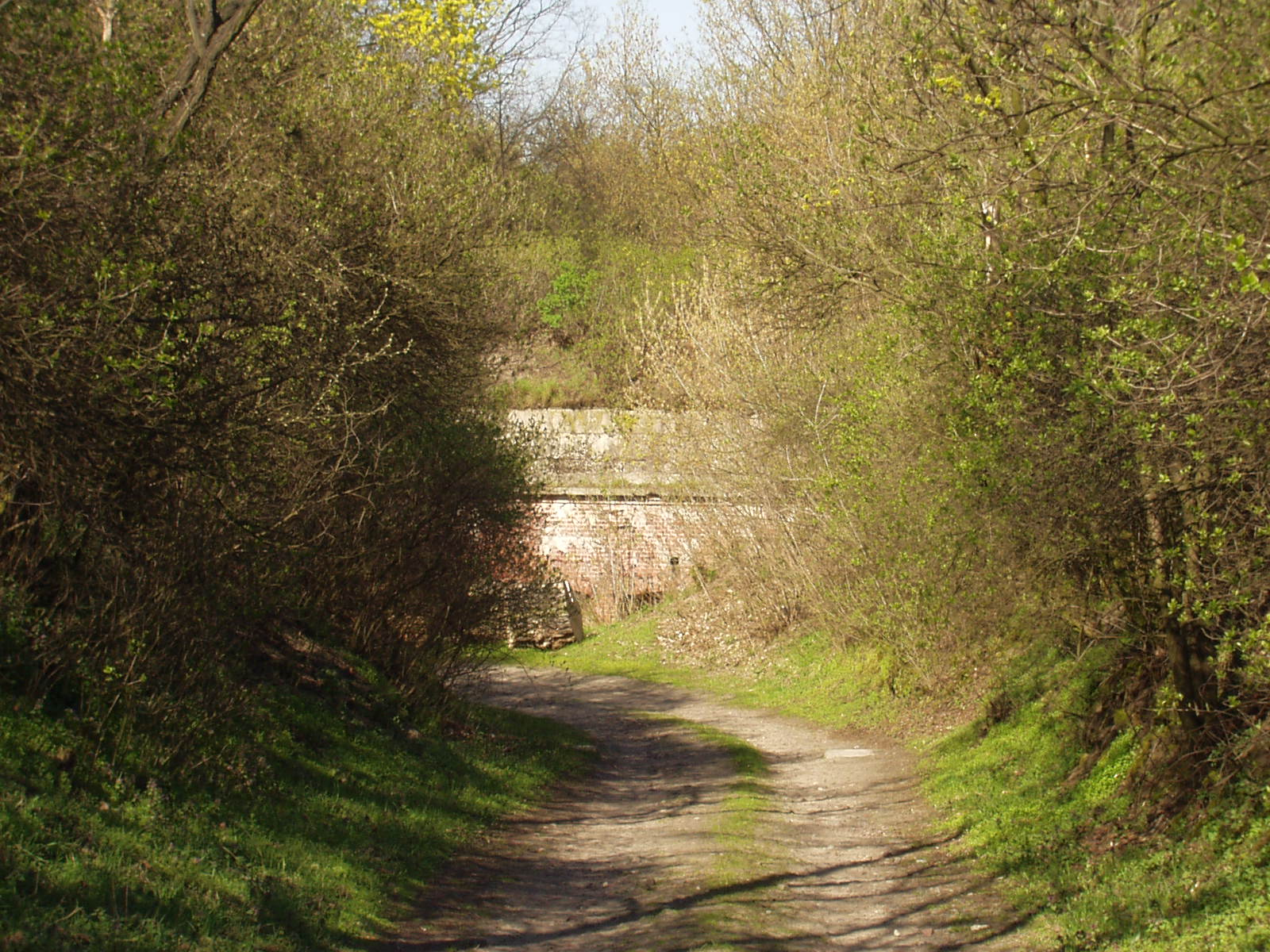